# 4630 Chaonis
4630 Chaonis è un asteroide della fascia principale. Scoperto nel 1987, presenta un'orbita caratterizzata da un semiasse maggiore pari a 2,6689461 UA e da un'eccentricità di 0,1287427, inclinata di 5,91822° rispetto all'eclittica.
L'asteroide è dedicato al comune italiano di Chions, in epoca medievale denominato Chaonis.